# Brighamia insignis
Brighamia insignis A.Gray, 1867, comunemente nota in lingua hawaiana come Ōlulu o Alula, è una specie di lobelioide hawaiana, appartenente alla famiglia delle Campanulacee. La IUCN Red List la classifica come specie in pericolo critico di estinzione.

## Descrizione

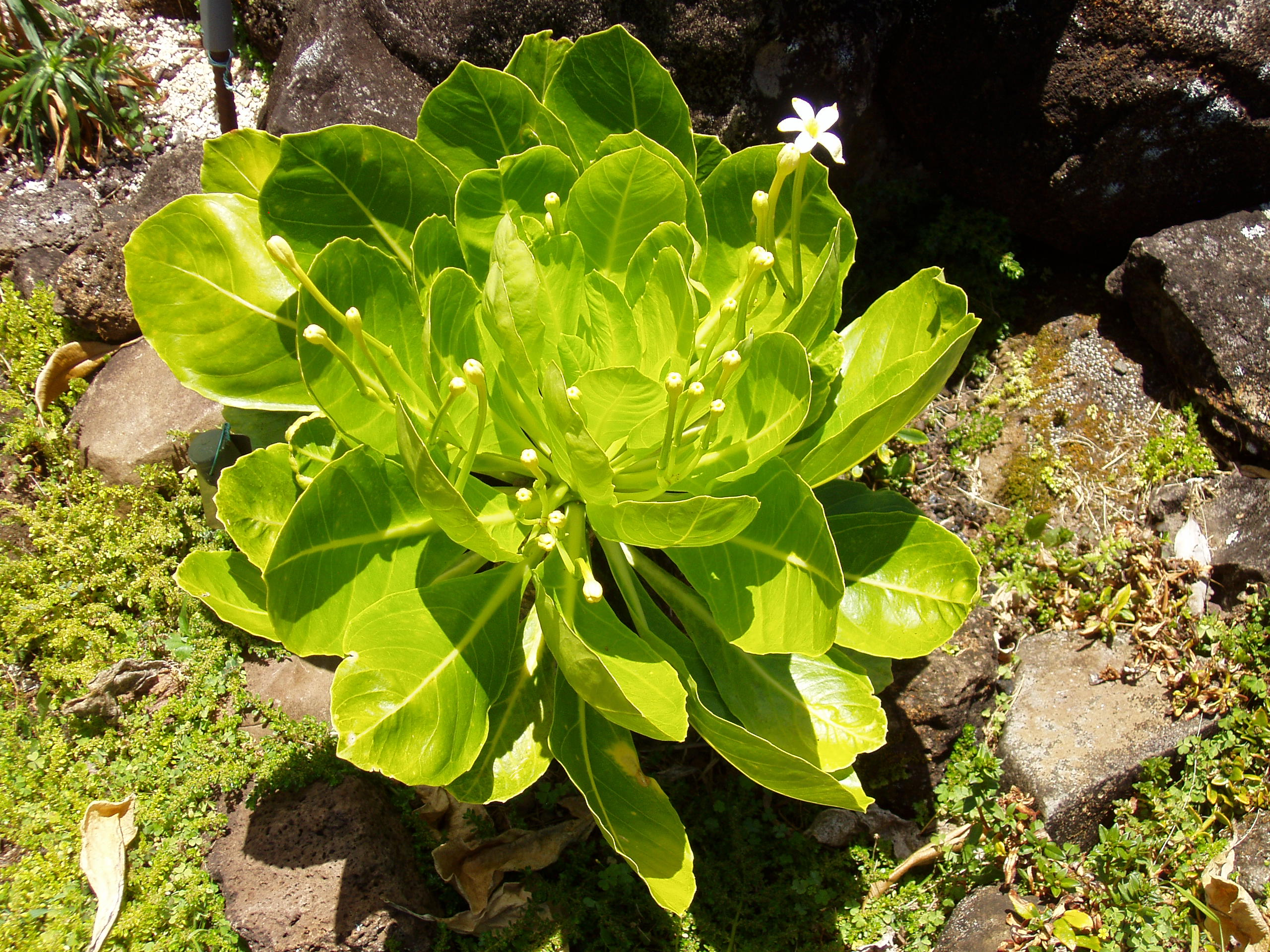
Esemplare in fioritura

B. insignis è una pianta perenne, con fusto succulento e bulboso, raramente ramificato, che si assottiglia verso l'alto, terminando in una rosetta compatta di foglie carnose. Il fusto è normalmente alto tra 1 e 2 metri, ma può raggiungere anche i 5 m. La pianta fiorisce da settembre a novembre. Essa presenta grappoli di fiori gialli a gruppi da tre ad otto nell'assile delle foglie. Il profumo è paragonabile a quello della lonicera. 
I petali sono fusi in un tubo lungo da 7 a 14 cm.

## Distribuzione e habitat
B. insignis sopravvive solo sull'isola di Kauaʻi; in passato era presente anche sull'isola di Niʻihau ma è andata incontro ad estinzione locale. Essa cresce su sporgenze rocciose con poco terreno e sulle ripide scogliere a picco sul mare, dal livello del mare fino a 480 m di altitudine. Piante associate comprendono: ʻāhinahina (Artemisia spp.) ʻakoko (Euphorbia celastroides), alaheʻe (Psydrax odorata), kāwelu (Eragrostis variabilis), pili (Heteropogon contortus), kokiʻo ʻula (Hibiscus kokio), ʻānaunau (Lepidium serra), nehe (Lipochaeta succulenta), pokulakalaka (Polyscias racemosa) e ʻilima (Sida fallax).

## Biologia
Secondo lo U.S. Botanical Gardens, il suo unico impollinatore era una specie di Sphingidae oggi estinta. Ciò ha fatto sì che per la riproduzione rimanga ora solo più l'impollinazione manuale, non potendo la B. insignis riprodursi da sola.

## Conservazione
Questa specie è molto rara: nel 1994 l'Agenzia del Dipartimento degli Interni che si occupa della gestione e conservazione della fauna selvatica, lo United States Fish and Wildlife Service, ha censito una popolazione da 45 a 65 esemplari ed ha inserito la pianta nelle specie a rischio. Attualmente si stima che sopravvivano solo 7 esemplari maturi, suddivisi in due subpopolazioni.
La IUCN Red List la classifica come specie in pericolo critico di estinzione (Critically Endangered). Le principali minacce alla specie comprendono specie introdotte, capre selvatiche, maiali selvatici, lumache, ratti, incendi ed infestazioni di ragni Tetranychus cinnabarinus. A queste si aggiunge anche l'escursionismo. Crescendo inoltre su scogliere esposte è stata anche danneggiata dai cicloni e dalle frane. Nonostante la sua rarità in natura, non è difficile coltivare la pianta in vivaio, ed essa ha preso piede come pianta ornamentale.